# Émile Boeswillwald
Émile Boeswillwald (Strasburgo, 2 febbraio 1815 – Parigi, 20 marzo 1896) è stato un architetto francese.
Successe a Prosper Mérimée come Ispettore generale dei monumenti storici e collaborò con Eugène Viollet-le-Duc.

## Biografia
Ottavo figlio di un fornaio protestante, Émile Boeswillwald fu, da ragazzo, apprendista muratore e si specializzò come tagliapietra nel 1836; andò a perfezionare l'apprendistato a Monaco di Baviera, dove ebbe modo di vedere i cantieri di Luigi I di Baviera e del suo architetto Leo von Klenze. Nel 1837 passò a Parigi, dove studiò architettura con Henri Labrouste all'École des beaux-arts.
Dal 1839 lavorò con Jean-Baptiste-Antoine Lassus, poi con Jean-Jacques Arveuf, poi di nuovo con Lassus quando questi partecipò con Viollet-le-Duc al concorso per il restauro di Notre-Dame nel 1843; entrò con l'occasione nella Commissione dei monumenti storici, e nel 1845 divenne ispettore dei lavori di restauro di Notre-Dame. Inizia qui un'attività intensissima di ricerca e restauro, soprattutto di edifici religiosi, con incarichi e riconoscimenti ufficiali, che terminerà solo alla sua morte: dalla Sainte-Chapelle (1847-1857) alle cattedrali di Chartres, Toul e Laon, alla cattedrale di Bayonne (1852-1896).
Divenuto ispettore generale dei monumenti storici nel 1860 (manterrà l'incarico fino alla morte) organizza in questa veste il Servizio dei Monumenti storici in Algeria e in Tunisia; in quest'ultimo paese, in particolare, viaggia nel 1882 e nell'84 per studiarne personalmente i monumenti.
Nel frattempo pubblica studi, progetti e relazioni (tra cui "Monuments de la Tunisie", R.G.A., 1886), ottiene premi e medaglie, diviene membro di commissioni e associazioni , viene nominato cavaliere nel 1853, ufficiale nel 1865 e comandante nel 1880, della Legion d'onore.
Muore nella sua casa di Parigi a 81 anni, il 20 marzo 1896. Suo figlio Paul Boeswillwald (1844-1931) fu anch'egli architetto a Parigi. Suo nipote, Émile Artus Boeswillwald (1873-1935) fu pittore.